# Ентони Дејвис
Ентони Маршон Дејвис Млађи (енгл. Anthony Marshon Davis Jr.; Чикаго, Илиноис, 11. март 1993) амерички је кошаркаш. Игра на позицијама крилног центра и центра, а тренутно наступа за Лос Анђелес Лејкерсе.
Њу Орлеанс хорнетси су га одабрали као 1. пика на НБА драфту 2012. године. Студирао је на Универзитету Кентаки. Са америчком репрезентацијом освојио је златне медаље на Олимпијским играма 2012. у Лондону и на Светском првенству 2014. у Шпанији. Са Лос Анђелес лејкерсима освојио је шампионски прстен 2020. године.

## Успеси

### Клупски
- Лос Анђелес лејкерси:
  - НБА (1): 2019/20.
  - НБА куп (1): 2023.

### Репрезентативни
- Олимпијске игре:  2012, 2024.
- Светско првенство:  2014.

### Појединачни
- НБА ол-стар меч (10): 2014, 2015, 2016, 2017, 2018, 2019, 2020, 2021, 2024, 2025.
- Најкориснији играч НБА ол-стар меча (1): 2017.
- Идеални тим НБА — прва постава (4): 2014/15, 2016/17, 2017/18, 2019/20.
- Идеални тим НБА — друга постава (1): 2023/24.
- Идеални одбрамбени тим НБА — прва постава (3): 2017/18, 2019/20, 2023/24.
- Идеални одбрамбени тим НБА — друга постава (2): 2014/15, 2016/17.
- Идеални тим новајлија НБА — прва постава: 2012/13.